# 埃玛·卡明
埃玛·卡明（英語：Emma Cumming，1998年2月20日—），新西兰女子自行车运动员，主攻场地自行车。她曾代表新西兰参加2018年英联邦运动会自行车比赛，获得一枚银牌和一枚铜牌。